# Doru-Petrișor Coliu
Doru-Petrișor Coliu (n. 15 decembrie 1974, București, România) este un deputat român, ales în 2016.